# Ariel Nasr
Ariel J. Nasr é um cineasta canadense. Como reconhecimento, foi nomeado ao Oscar 2013 na categoria de Melhor Curta-metragem por Buzkashi Boys.